# John Robert Ringrose
John Robert Ringrose (ur. 21 grudnia 1932) – brytyjski matematyk zajmujący się algebrami operatorowymi. W 1959 uzyskał na Uniwersytecie w Cambridge doktorat na podstawie rozprawy Contributions to the Theory of Linear Operators napisanej pod kierunkiem Franka Smithiesa.

## Książki
- Compact non-self-adjoint operators (1971),
- Fundamentals of the theory of operator algebras, T. 1–4 (1983, 1986, 1991 i 1992), wspólnie z Richardem Kadisonem.